# Sasunaga olivaria
Sasunaga olivaria är en fjärilsart som beskrevs av George Francis Hampson 1908. Sasunaga olivaria ingår i släktet Sasunaga och familjen nattflyn. Inga underarter finns listade.